# Patajärvi (sjö i Mellersta Finland)
Patajärvi är en sjö i Finland. Den ligger i kommunen Jyväskylä i landskapet Mellersta Finland, i den södra delen av landet, 220 km norr om huvudstaden Helsingfors. Patajärvi ligger 90,4 meter över havet. I omgivningarna runt Patajärvi växer i huvudsak blandskog. Arean är 1,28 kvadratkilometer och strandlinjen är 11,62 kilometer lång. Sjön  ingår i Kymmene älvs huvudavrinningsområde. 